# Byung-Chul Han
En aquest nom coreà, el cognom és Han.
Byung-Chul Han   (Seül, 1959) és un filòsof i escriptor sud-coreà, establert a Alemanya, expert en estudis culturals i professor de la Universitat de les Arts de Berlín. Escriu en alemany i és considerat com un dels filòsofs més destacats del pensament contemporani per la seva  crítica al capitalisme, la societat del treball, la tecnologia i la hipertransparència.

## Biografia
Byung-Chul Han va estudiar metal·lúrgia a Corea abans de traslladar-se a Alemanya amb 22 anys per a estudiar filosofia, literatura alemanya i teologia catòlica a Friburg de Brisgòvia. Va rebre el seu doctorat a Friburg amb una dissertació sobre Martin Heidegger el 1994.
L'any 2000, es va incorporar al Departament de Filosofia de la Universitat de Basilea, on va completar la seva habilitació. El 2010 es va traslladar a la Universitat Estatal d'Arts i Disseny de Karlsruhe, on va treballar com a professor de filosofia i teoria dels mitjans fins al 2012, centrat en l'estudi la filosofia dels segles XVIII, XIX i XX, ètica, filosofia social, fenomenologia, teoria cultural, estètica, religió, teoria de mitjans i filosofia intercultural. Des de 2012 va impartir estudis de filosofia i cultura a la Universitat de les Arts de Berlín, on ha dirigit el nou programa Studium Generale.
El 2015 va rebre el Prix Bristol des Lumières.  El 2016 va ser guardonat amb el Premi Estatal de Salzburg per a la Investigació Futura. Han és un dels iniciadors de la Carta dels Drets Digitals Fonamentals de la Unió Europea , que es va publicar a finals de novembre de 2016.

## Pensament
Han és autor d'una trentena d'obres, de les quals les més recents són tractats sobre el que anomena la «societat del cansament» (Müdigkeitsgesellschaft), la «societat de la transparència» (Transparenzgesellschaft), i sobre el seu concepte neològic de shanzai, que busca identificar maneres de desconstrucció en les pràctiques contemporànies del capitalisme.
El treball de Han se centra en la «transparència» com a norma cultural creada per les forces del mercat neoliberal, fenomen que entén com l'impuls insaciable cap a la divulgació voluntària de detalls del propi jo que voreja l'obscenitat. Segons Han, els dictàmens de transparència imposen un sistema totalitari d'obertura a costa d'altres valors socials com la vergonya, el secretisme i la confiança. Per a Han, si el segle XX ens va preparar per als problemes de la repressió, les patologies relacionades amb el pes dels deures, el segle XXI s'enfronta a la saturació de possibilitats, l'exigència constant d'optimitzar-se que ens duu a l'autoexplotació i el narcisisme exacerbat: la demanda omnipresent de rendiment és la condició a la qual ens ha dut el capitalisme neoliberal, que es manifesta en tots els àmbits de la vida.

## Vida personal
Han viu a Berlín. És catòlic. D'acord amb la seva visió del món, és reticent a donar entrevistes de ràdio i televisió i no acostuma a donar detalls personals, ni tan sols la data de naixement, en públic.